# Кодекс канонічного права
Кодекс канонічного права (ККП) (лат. Codex iuris canonici) — зведення правових норм загального та універсального характеру, яким керується римо-католицька церква. Нині чинним є ККП, прийнятий у 1983 році.
Канонічне право базується на дисциплінарних нормах Стародавньої церкви. Незважаючи на це, протягом багатьох століть воно залишалося не кодифікованим.

## Історія кодифікації

### Декрет Граціана
У Середньовіччі над кодифікацією римсько-католицького церковного права працював Граціан, який і склав свій збірник, завершений у 1140 році — «Concordantia discordantum canonum». Ця праця, названа згодом «Декретом Граціана», була покладена в основу шкільної програми канонічного права і в церковно-правовій практиці розглядалася як загальне універсальне джерело права римо-католицької церкви.

### Corpus juris canonici
Наступний звід, що отримав назву «Corpus juris canonici», був підготовлений до 1500 року. Офіційно схвалений Григорієм XIII у 1580 році, «Corpus» ґрунтувався на основі класичних середньовічних канонічних збірників і містив багато підробок, занесених до нього через «Декрет Граціана» із Лже-Ісидорова збірника. Однак, аж до 1917 року «Corpus» залишався найважливішим збірником джерел чинного права римо-католицької церкви, незважаючи на те, що цілий ряд законів не міг регулювати канонічне право в новий час через те, що світське право в католицьких і тим більше некатолицьких державах вже виключало правові принципи, що лежать в основі середньовічного «Corpus».

### Codex juris canonici
Наступним, хто здійснив спробу кодифікації канонічного права став Папа Пій Х в 1904 році, і вже при ньому почалася робота над складанням «Кодексу». У роботі брали участь єпископи і кафедри канонічного права богословських юридичних шкіл. Керівництво здійснював кардинал П. Гаспарі. У 1914 році робота над новою збіркою під назвою «Codex juris canonici» була завершена. Проголошений наступником Пія Х Папою Бенедиктом XV, він набув чинності 19 травня 1918. Цей «Кодекс» вперше являв собою не механічне зібрання законів або компіляцію, а єдиний загальний закон, багатофункціональний і класифікований. Він включав 2414 канонів, розділених на п'ять книг: загальні принципи, відповідно до яких застосовуються церковні юридичні норми; категорії осіб у канонічному праві; кошти, які церква використовує для виконання своєї місії; процедури і правила розгляду справ у церковних трибуналах; правопорушення і покарання.
У використанні цей «Кодекс» був вельми зручним завдяки своїй систематизації, а також тому, що включав в себе більшу частину правових норм, що діють в католицькій церкві. Систематика «Кодексу» 1917 року раніше була пов'язана з класичним, трьохчастинним, діленням римського права: особи — речі — дії. Такий розподіл є малопридатним для вираження зв'язку між канонічною нормою і церковним таїнством. Скажімо, той факт, що юридичні норми щодо таїнств віднесені до розділу «Про речі», був визнаний як неприпустимий. З публікуванням цього «Кодексу» Пія-Бенедикта законодавча діяльність в католицькій церкві, не припинялися, до того ж, він не зачіпав право Східних католицьких церков. Через це, через всього лише сорок років після видання цього «Кодексу», у Ватикані серйозно задумалися над його удосконаленням.

## Кодекс 1983 року: розробка та загальна характеристика
1965 року в межах Другого Ватиканського собору відбулося засідання Комісії з перегляду «Кодексу канонічного права» (лат. Pontificia comissio Codici juris canonici recognescendo), що знаменувала офіційний початок майже 20-річного процесу нової кодифікації.
Основними джерелами для нової кодифікації послужили «Кодекс» 1917 року, документи Другого Ватиканського собору і акти папського законодавства. Робота комісії була закінчена вже після собору, в 1983 році, за Папи Івана Павла II, виданням нового «Кодексу». Новий «Кодекс» відрізнявся від попереднього з формального боку більш сучасною і логічно закріпленою систематизацією. У змістовному відношенні він відрізняється тим, що відобразив основні ідеї Другого Ватиканського собору. «Кодекс» 1917 р. виходив з того, що право церкви являє собою юридичну систему, подібну юридичній системі держави. Цей погляд базувався на розумінні церкви як якогось ідеального суспільства (societas perfecta), у багатьох відношеннях схожого на державу і відрізняється від нього тільки своїм надприродним завданням. Правова система церкви розглядалася у зв'язку з цим як принципово порівнянна зі світськими правовими системами. Відповідно, юридична система церкви в «Кодексі» 1917 структурувалася подібно до світських юридичних систем.
«Кодекс» папи Івана-Павла займає в цьому питанні кардинально іншу позицію — церква являє собою унікальне співтовариство, тому її правова система також повинна бути унікальною. У апостольській конституції «Sacrae disciplinae leges», що проголосила новий «Кодекс», папа нагадав про необхідність перекласти мовою кантоністів новий образ церкви, викладений у навчаннях Ватиканського собору.
Зведення канонічного права (Codex juris canonici) — зведення юридичних норм загального і універсального характеру, яким керується католицька церква латинського обряду. Він складається з 1752 канонів, об'єднаних у сім книг:
- Книга I. Загальні норми (кан. 1—203)
- Книга II. Народи Божий (кан. 204—746)
- Книга III. Вчительське служіння церкви (кан. 747—833)
- Книга IV. Святительське служіння церкви (кан. 834—1253)
- Книга V. Майно церкви (кан. 1254—1310)
- Книга VI. Санкції у церкві (кан. 1311—1399)
- Книга VII. Процеси (кан. 1400—1752)

Перша книга — Загальні норми, входить 11 глав (титулів), розглядає юридичні принципи, загальні для всіх канонів, що увійшли до кодексу. У ній сформульовані визначення таких понять, як церковний закон, звичай, декрет та інструкція, статут, припис, правило обчислення строків у канонічному праві, перелічуються загальні положення про суб'єктів канонічного права.
Друга книга — Про народ Божий, складається з трьох частин. Перша частина — Про віруючих у Христа, значенні ролі всіх християн в церкві. У ній можна знайти визначення вірних Христу, права і обов'язки всіх членів церкви, опис специфіки покликання мирян. Перша частина завершується нормами, що відносяться до правового статусу духовенства. Друга частина — Про ієрархічну будову церкви, до її кладу входить два розділи: Верховна влада в церкві і окремі церкви та їх об'єднання.
Третя книга — Про вчительському служінні церкви, налічує п'ять розділів (титулів), присвячених проповіді і катехізації, місіонерської діяльності, католицькому походженню (як у церковних, так і в світських навчальних закладах), питань використання засобів масової інформації.
Четверта книга — Про служіння освячення в церкві, складається з трьох частин, присвячених таїнств і іншої богослужбових дій. 1-а частина розбита на сім розділів (титулів), що містять канонічні норми, що відносяться до таїнств. Друга частина містить норми, які стосуються літургії, обрядам поховання, шануванню святих, чернечим обітницям. Третя частина складається з норм, що стосуються священних місць (храми, вівтарі, кладовища тощо), свят і днів посту.
П'ята книга — Про тимчасові блага церкви, містить норми, що стосуються придбання мирських благ (кошти, службовці для забезпечення богослужіння, змісту і підтримки духовенства, організації соціального служіння), управління ними та відчуження. Тут же містяться загальні норми договірного права, а також норми, що відносяться до заповітів на користь церкви. Цей розділ кодексу зачіпає питання, які в сучасних умовах регулюються цивільним правом.
Шоста книга — Про санкції в церкві, складається з двох титулів: перша глава присвячена загальним нормам покарань, друга встановлює застосування покарань за конкретні правопорушення.
Сьома книга — Про процеси, складається з п'яти частин, присвячених загальним питанням канонічного процесуального права, змагальності процесу, особливим видам проваджень в церковних судах, канонічному кримінальному процесуальному праву, адміністративним процедурам.